# Beach City (Texas)
Beach City é uma cidade localizada no estado norte-americano do Texas, no Condado de Chambers.

## Demografia
Segundo o censo norte-americano de 2000, a sua população era de 1645 habitantes. 
Em 2006, foi estimada uma população de 1783, um aumento de 138 (8.4%).

## Geografia
De acordo com o United States Census Bureau tem uma área de 
11,5 km², dos quais 11,5 km² cobertos por terra e 0,0 km² cobertos por água.

## Localidades na vizinhança
O diagrama seguinte representa as localidades num raio de 20 km ao redor de Beach City. 